# Harriet Creighton
Harriet Baldwin Creighton (27 de junio de 1909 - 9 de enero de 2004) fue una botánica, genetista, y educadora estadounidense.
Nacida en Delavan, Illinois, se graduó por la Wellesley College en 1929, y completó su Ph.D. por la Universidad Cornell en 1933. Durante su tiempo en Cornell, trabajó en el campo de la citogenética de maíz, con Barbara McClintock, y ambas publicaron un artículo muy influyente en 1931, describiendo entrecruzamiento cromosómico por primera vez. Ese papel, parte de su investigación de Ph.D. proporcionó la evidencia dominante que los cromosomas llevaron e intercambiaron la información genética y por lo tanto que los "genes" para los rasgos físicos son llevados en cromosomas. Su asesora fue Barbara McClintock que guio sus investigaciones de Ph.D.
Después de completar su Ph.D. enseñó en la Universidad Cornell y en el Connecticut College, y luego regresó a Wellesley donde enseñó hasta su jubilación en 1974; tomó tiempo de su carrera para servir en la marina de guerra de EE. UU. durante la Segunda Guerra Mundial.